# Nikolai Sergejewitsch Swerew

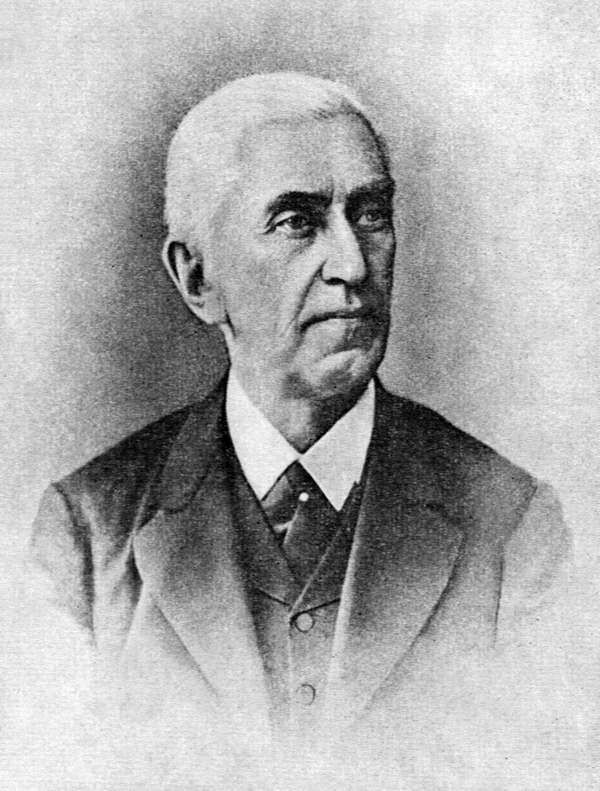
Nikolai Sergejewitsch Swerew

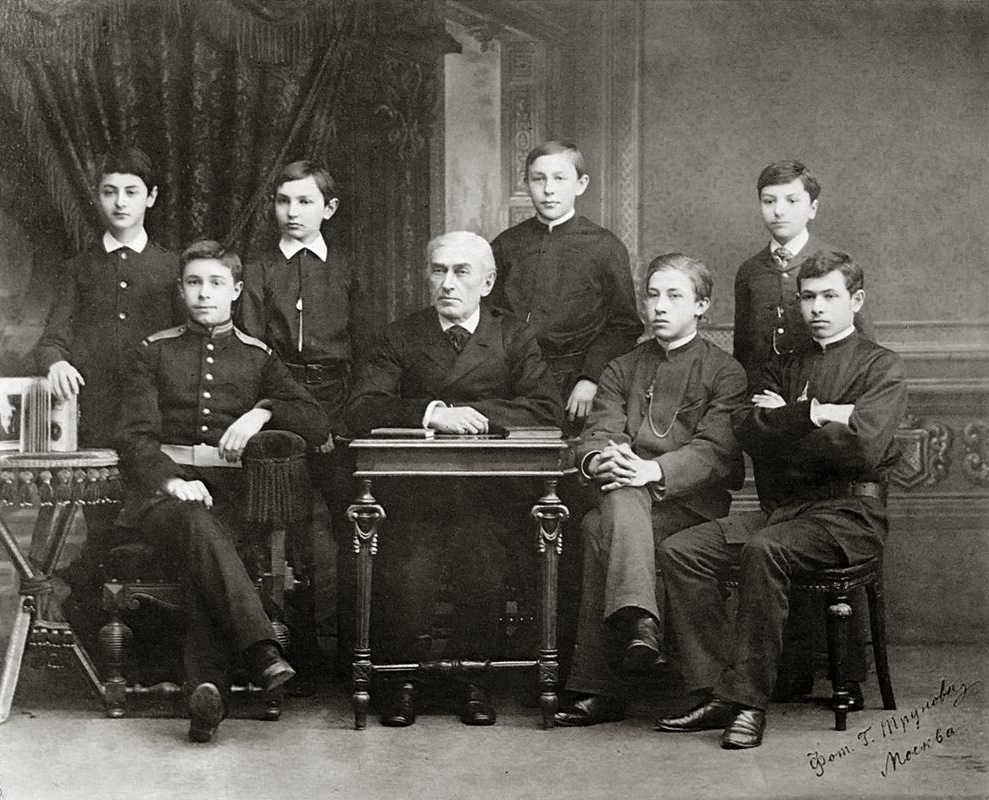
Nikolai Swerew mit seinen Studenten, Ende der 1880er Jahre.
Von links nach rechts: Semjon Samuelson, Alexander Skrjabin, Leonid Maximow, Nikolai Swerew, Sergei Rachmaninow, Alexander Tschernjajew, Fjodor Könemann und Matwej Presman

Nikolai Sergejewitsch Swerew (Schreibweise auch: Nikolaj Sergeevič Zverev, russisch Николай Сергеевич Зверев; * 13. Märzjul. / 25. März 1833greg. in Sisenewo bei Wolokolamsk; † 30. Septemberjul. / 12. Oktober 1893greg. in Moskau) war ein russischer Pianist und Pädagoge.

## Leben und Wirken
Swerew studierte zuerst an der Moskauer Universität Physik und Mathematik, gleichzeitig lernte er privat Klavier bei Alexandre Dubuque. Er unterbrach vorzeitig sein Studium und zog nach Sankt Petersburg, wo er in den Staatsdienst trat und gleichzeitig bei Adolf Henselt sein Klavierspiel verfeinerte. Auf Vorladung Dubuques kam er 1867 nach Moskau, wo er Nikolai Grigorjewitsch Rubinstein und Pjotr Iljitsch Tschaikowski kennenlernte.
Bald begann Swerew selbst Klavier zu unterrichten, zuerst privat, und 1870 eröffnete er eine musikalische Pension, die sich rasch des besten Rufes erfreute. In seiner Pension wohnten junge Pianisten, wie Alexander Iljitsch Siloti, Sergei Wassiljewitsch Rachmaninow, Konstantin Nikolajewitsch Igumnow.
Zu Swerews Schülern gehörte auch Alexander Nikolajewitsch Skrjabin. Den weniger bemittelten Studenten half Swerew finanziell. Auf Vorschlag von Anton Grigorjewitsch Rubinstein unterrichtete Swerjew seit 1870 am Moskauer Konservatorium und wurde 1883 Professor.
Die Einwohner der Pension waren verpflichtet, wenigstens sechs Stunden täglich zu üben. Berühmte Musiker besuchten die Pension, u. a. Sergei Iwanowitsch Tanejew, Pjotr Iljitsch Tschaikowski, Anton Stepanowitsch Arenski, Anton Grigorjewitsch Rubinstein und Wassili Iljitsch Safonow.

## Anmerkung
1. ↑  Eine Reihe von Quellen gibt als Geburtsjahr 1832 an.